# Gardneria lanceolata
Gardneria lanceolata är en tvåhjärtbladig växtart som beskrevs av Alfred Rehder och E.H. Wilson. Gardneria lanceolata ingår i släktet Gardneria och familjen Loganiaceae. Inga underarter finns listade i Catalogue of Life.